# پارانا (بازیکن فوتبال)
پارانا (پرتغالی: Paraná؛ زادهٔ ۲۱ مارس ۱۹۴۲) بازیکن فوتبال اهل برزیل بود.
از باشگاه‌هایی که در آن بازی کرده‌است می‌توان به باشگاه فوتبال سائو پائولو اشاره کرد.
وی همچنین در تیم ملی فوتبال برزیل بازی کرده‌است.